# ميكي هي
ميكي هي (بالصينية: 何晟铭) هو مغني صيني، ولد في 9 يوليو 1976 في مدينة إكسيانتاو ‏ في الصين.

## وصلات خارجية
- ميكي هي على موقع IMDb (الإنجليزية)
- ميكي هي على موقع قاعدة بيانات الفيلم (الإنجليزية)